# Castelmezzano
Castelmezzano ist eine süditalienische Gemeinde (comune) in der Provinz Potenza in der Basilikata mit 704 Einwohnern (31. Dezember 2023). Die Gemeinde liegt etwa 23,5 Kilometer südöstlich von Potenza am Parco naturale di Gallipoli Cognato - Piccole Dolomiti Lucane und gehört zur Comunità Montana Alto Basento. Der Ort ist Mitglied der Vereinigung I borghi più belli d’Italia (Die schönsten Orte Italiens).

## Geschichte
Im 6. und 5. Jahrhundert v. Chr. siedelten erstmals griechische Kolonisten am Basento und gründeten die Stadt Maudoron. Als die Sarazenen im 10. Jahrhundert die Ortschaften im Süden Italiens verheerten, ließen sich die vertriebenen Einwohner am Fels nieder und gründeten das heutige Castelmezzano.

## Söhne und Töchter
- Domenico Beneventi (* 1974), römisch-katholischer Bischof von San Marino-Montefeltro
- Eugenio Santoro (1920–2006), Bildhauer und Maler